# Haus Maria im Venn

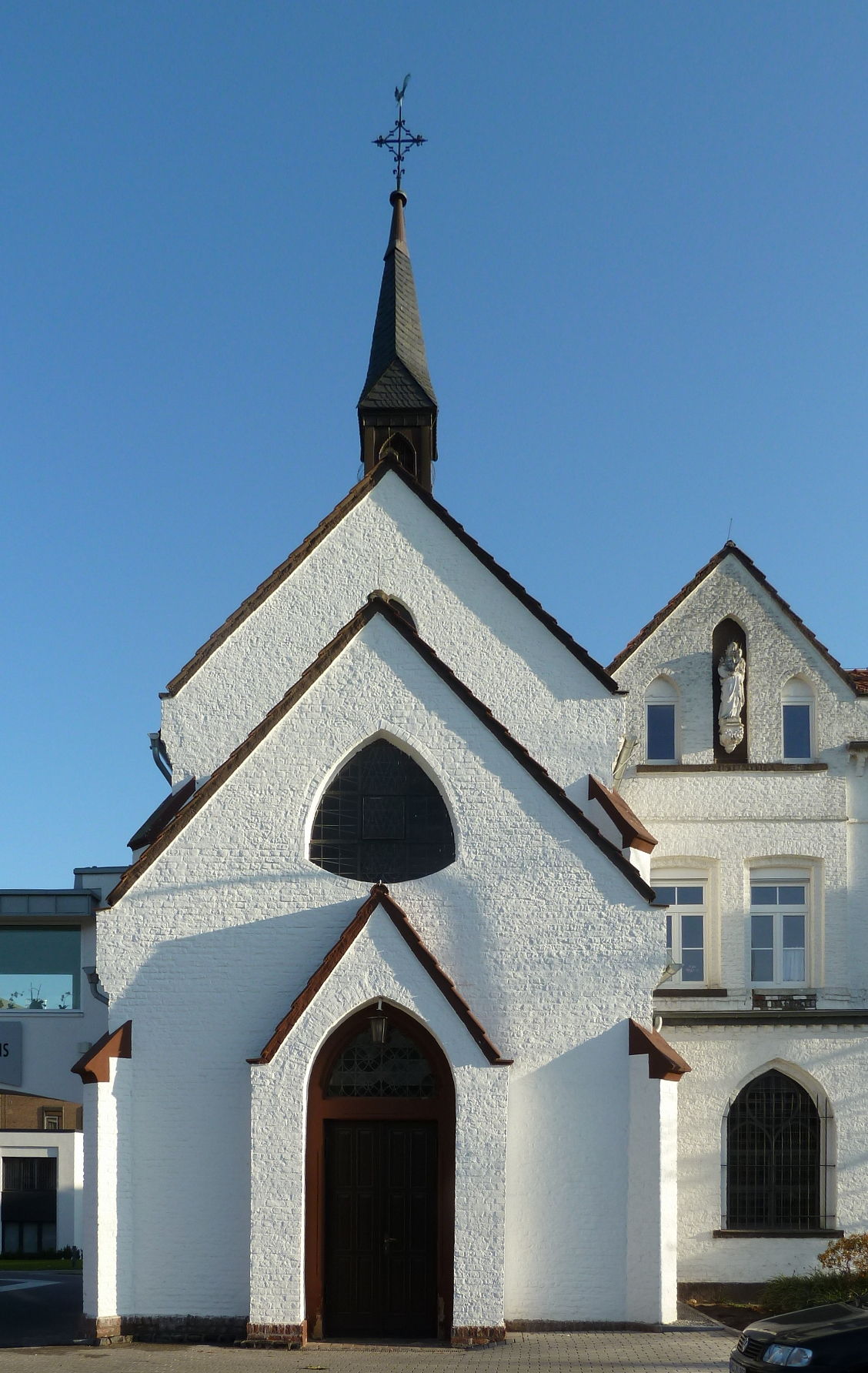
Kapelle der Christenserinnen Venwegen

Das Kloster Haus Maria im Venn im südwestlichen Stolberger Stadtteil Venwegen in der Städteregion Aachen ist seit dem 16. September 1973 das Mutterhaus des 1412 in Aachen gegründeten Ordens der Christenserinnen, die in Unterstolberg als Tochterhaus das Heim des guten Samaritan unterhalten. Es liegt südlich des Ortes am Waldrand und wurde 1970 bis 1974 errichtet. Am 30. November 1974 weihte Diözesanbischof Johannes Pohlschneider die Klosterkirche. An das Kloster sind ein Seniorenzentrum mit 139 Plätzen für alle Konfessionen, ein Kindergarten, ein Hallenbad und ein Gymnastikraum angegliedert. Es verfügt über einen Hausgeistlichen.
Die Innenausstattung der Kirche, eine Rosenkranzdarstellung im Chorraum, den Ambo, den Altar und den Tabernakel, hat der Kohlscheider Goldschmied Peter Bücken geschaffen. Die mit Ornamenten geschmückten Fenster stammen vom Glaskünstler J. Beek aus Nettetal. In der Kirche werden katholische wie auch evangelische Gottesdienste gehalten.